# 福田ひかり
福田 ひかり（ふくだ ひかり、1967年 - ）は、日本のピアニスト。

## 来歴
岡山県津山市出身。国立音楽大学器楽学科(ピアノ)を卒業後、東京学芸大学大学院および東京芸術大学大学院（音楽学）を修了した。ピアノを寺坂栄子、弘中馨子、小阪文産子、賀集裕子、音楽学を足立美比古、東川清一、角倉一朗の各名に師事する。